# 数码宝贝大冒险02角色列表
数码宝贝大冒险02角色列表 是日本东映动画于2000年-2001年制作的第二作电视动画《數碼寶貝大冒險02》的登场人物和数码兽一览表。

## 登场角色

### 被选召的孩子们设定
在数码世界发生某些异常状况之际，为了修复这些异常状况，而被「期望数码世界安定者」选召的少男少女。他们比其他人更早得到搭档数码兽，附加了「为了修复异常状况而战」的义务。

狭义上特指持有徽章的1999年被选召的孩子们，以及2002年持有数码精神的被选召的孩子们。

被选召的基准、因何被选召，根据当时出现的数码世界危机的不同也有所差异，「被选召」而应尽的义务也会因为不同的危机而有较大差异。

例如1999年被选召的孩子们，他们需要打败恶魔兽、猿猴兽、吸血魔兽、黑暗四天王这样强大残酷的黑暗数码兽，只是存在就能让世界产生扭曲的黑暗力量根源的敌人启示录兽，用徽章复活因为黑暗力量而被封印的守护数码世界的四圣兽。2002年被选召的孩子们，则是拆除封印通常进化，让四圣兽力量减弱的黑暗之塔，打败在数码世界设置黑暗之塔的暴龙改造者以及在幕后的敌人（从青龙兽的话中可以得知，把身为暴龙改造者的贤作为异物排出，同时拯救身为被选召的孩子的贤就是目的）。

### 被選召的孩子們（主角群）
- 本宮大輔[4]（MOTOMIYA DAISUKE，美版為DAVIS）（配音員：日本→小学：木內玲子、大学：片山福十郎；台灣→王瑞芹（小学）、魏伯勤（大学、成人）／林筱玲（第6部）；香港→盧素娟、陳卓智（成人）／伍秀霞（電影TVB版本）／曾佩儀（VCD版本）／黃玉娟（第6部））
  - 本作品男主角之一，[5]男一号。[6]
  - 御台場小學五年級學生，1991年出生，11岁，和阿岳、小光是同班同學。
  - 搭档是V仔兽，是八神太一的勇氣徽章和石田大和的友情徽章的繼承人，暂时獲得奇蹟裝甲，持有藍色的D-3暴龍機。
  - 數碼世界的衣着与現實世界不一樣。
  - 擅长足球、和太一一樣是足球部的隊員，十分崇拜太一，而在第一次進入數碼世界後，原來的護目鏡壞掉，太一因此把自己的護目鏡送給大輔，意味著他是太一認定的人，但兩人的關係友好、比起三年前的太一，初期行為更加衝動而幼稚，有時都會相當笨拙，經常嫉妒同伴等，但與小賢成為朋友，後期自己性格則慢慢的開始變得成熟和更有擔當和責任感，其他人也被他的熱情所感染；也會做一些其他人想不到的事情，比如隻身闖入控制塔、後來小光對大輔有改觀。
  - 擅长說流利的英语，在剧场版《前篇 数码宝贝飓风登陆!!／后篇 超绝进化!!黄金的数码装甲》里，大辅与美国人交流毫无障碍，并帮小京和伊织做翻译。
  - 沒有煩惱，很體諒別人、每一個人做錯事時，給人有一個機會重新改過、每天全力生活、所以和最終的敵人贝利亚吸血魔獸對決的時候，也沒有沉浸在自己的幻想中，並把自己的朋友拯救出來。
  - 正因為非常體諒別人，所以小賢從暴龙改造者的人格中解脫後是第一個接受其的人，亦是第一個希望小賢加入其團隊的人。
  - 比自己年长六年的姐姐的關係不和，經常吵架，可能是因為姐姐經常說自己的壞話，所以也要報復。
  - 姐姐和小京的姐姐百惠的關係友好、所以和小京的關係友好。
  - 和小光是两年以上的同班同学兼好友，喜歡小光、但心中一直不敢向小光表白。阿岳剛轉學來到御台場小學的時候、所以他對他們二人的關係是異常親密而吃醋不已，甚至想要求V仔獸進化成“超級無敵天使獸”以和阿岳的天使獸抗衡，單方面地為了追求小光而認定阿岳是情敵。經常被小光和阿岳捉弄，還有讓小光納悶，小光認為他是一個很有價值的好友，本季廣播劇夏日之扉來看，他请小光去海滩遊玩，但他直接被小光拒绝了。
  - 初期經常因小光的事及小事和阿岳吵起來、後期漸漸成為好友。兩人就似當年的太一与大和一樣。
  - 本季廣播劇夏日之扉，和美美、華力斯遇到了少女形态的数码兽小夏，并表示很在意小夏，最后认为是自己的过错导致她的离开，后悔没能成为她的搭档。
  - 1999年吸血魔獸襲擊御台場的時候，曾經被捉走。
  - 未來的夢想是開世界第一的拉麵館，而那個夢想始終成了事實，在美國開的第一家拉麵館獲得了大成功，然後在全世界都擁有連鎖店。
  - 從太一那裡得到的護目鏡交給看起來和他一模一樣的兒子。
  - 在数码宝贝合体战争第68、78、79话再次登場。第78话中，面對太一稱自己為「太一的後輩」。[7]
  - 在數碼寶貝大冒險tri.中，他和京、伊織和賢被不明來歷的敵人打敗，並在數碼世界中失蹤。
  - 在數碼寶貝 LAST EVOLUTION 絆、數碼寶貝02 THE BEGINNING 作为主角登场，在专门学校上学，为了取得厨师执照每天努力中。决定去拉面店学习，使用数码大门在世界各地奔波研究拉面。

- 井上京[8]（INOUE MIYAKO，美版為YOLEI）（配音員：日本→小学：夏樹莉緒、大学：朝井彩加；台灣→詹雅菁（小学）、王瑞芹（大学）；香港→陳凱婷）
  - 本作品女主角之一，女一号。
  - 御台場小學六年級學生，12岁，根據广播剧CD來看，是在小學五年級的時候轉學到御台場小學。
  - 搭档是麻鷹獸，繼承太刀川美美的純真徽章和武之内空的愛心徽章的繼承人，持有紅色的D-3暴龍機。
  - 是這六個孩子中年齡最大的一人。
  - 數碼世界的衣著與現實世界不一樣。
  - 和伊織、小光、阿空、美美等人的關係友好。
  - 十分崇拜光子郎和美美。
  - 姐姐百惠和大輔的姐姐的關係友好，所以和大輔的關係友好。
  - 口頭禪是「Bingo」。
  - 是一名電腦才女，也是電腦部部長光子郎的後輩。
  - 家裡有很多兄弟姊妹，也因為家裡是開便利商店的，所以能經常帶一些東西給大家的數碼獸吃。
  - 2000年網絡出現的新種數碼獸四處肆虐的時候，和姐姐一起目擊了亞古獸他們的戰鬥，並且发送了应援电子邮件。
  - 從電腦打開數碼世界的大門的時候，每次都會大喊「數碼世界大門打開，被選召的孩子們出發」。
  - 有話直說的個性令小光十分羨慕，後期鼓勵了小光，使小光不再害怕黑暗之海。
  - 喜歡小賢，長大後與一乘寺賢結婚，在官方設定集裡未來圖鑑曾經提到小京只是因為生孩子而請了產假而已，在孩子長大一點後就還要去工作，但是在圖鑑裡並沒有仔細提到小京是什麼工作。
  - 在数码宝贝合体战争第78话以黑影的樣子和搭檔亞古拉獸一起對付「邪惡的存在」（僅在時鐘爺爺的對話中出現）。
  - 在數碼寶貝大冒險tri.中，她和大輔、伊織和賢被不明來歷的敵人打敗，並在數碼世界中失蹤。
  - 在數碼寶貝 LAST EVOLUTION 絆、數碼寶貝02 THE BEGINNING 作为主角再次登场，在工科大学学习程序，现在在西班牙留学。正在运营「被选召的孩子们」的交流社团，积极筹划交流。目标是成为一名成熟女性。

- 火田伊織（HIDA IORI，美版為CODY）（配音員：日本→小学：浦和惠、高中：山谷祥生；台灣→王瑞芹（小学）、林凱羚（高中）；香港→曾秀清）
  - 本作品男主角之一。
  - 御台場小學三年級學生，9岁。
  - 搭档是穿山獸，繼承泉光子郎的知識徽章和城戶丈的誠實徽章的繼承人，持有黃色的D-3暴龍機。
  - 是十二個被選召的孩子們中年齡最小的。
  - 數碼世界的衣著與現實世界不一樣。
  - 和小京、阿岳、光子郎、阿丈等人的關係特別友好。
  - 雖是被選召的孩子們中年齡最小的一個，卻也是最沉實的一個，其原因很可能和從警的父親浩樹殉职的變故有關。
  - 個性溫和不喜爭鬥，對於要殺死不是由黑暗之塔變成的数码兽一事感到相當辛苦。
  - 1999年打敗究極吸血魔獸後，伊織是那架墜落中的飛機裡的其中一個乘客。
  - 因為學習劍道，在面對危險和問題的時候，有自己獨到的看法。
  - 可以為了更瞭解阿岳去詢問他身邊的人。（大和曾被他詢問過。）
  - 在小賢初期加入時無法認同曾傷害許多数码兽的他，但隨著劇情發展漸漸地認同他是夥伴。
  - 父親浩樹與及川悠紀夫是相當要好的朋友，因此比起其他人更加的關心及川。
  - 與贝利亚吸血魔獸對決的時候，看見了與自己父親一同在數碼世界中散步的情景，可見伊織對此是有多麼的嚮往。
  - 長大後成為一名律師。
  - 在数码宝贝合体战争第78话以黑影的樣子和搭檔戰甲獸一起對付「邪惡的存在」（僅在時鐘爺爺的對話中出現）。
  - 在數碼寶貝大冒險tri.中，他和大輔、京和賢被不明來歷的敵人打敗，並在數碼世界中失蹤。
  - 在數碼寶貝 LAST EVOLUTION 絆、數碼寶貝02 THE BEGINNING 作为主角再次登场，成员中唯一的高中生。志愿是律师，以法学部为目标勤奋努力着。社团活动也还在练剑道，正在走一条自己认为正确的路。个子也长成大人了。

- 高石岳（台譯為高石武，港譯為高石猛）[注 1]（TAKAISHI TAKERU，美版為T.K）（配音員：日本→小學5年级：山本泰輔、中學、大学：榎木淳彌、成人：平田廣明；台灣→魏晶琦（小学）、詹雅菁（大学）、于正昇（成人）；香港→袁淑珍、陸惠玲（代配）、陳欣（成人））
  - 前作和本作品男主角之一。
  - 御台場小學五年級學生，11岁，與小光、大輔是同班同學。
  - 搭档是巴達獸，徽章是希望，持有綠色的D-3暴龍機，三年前數碼世界冒險的經歷者之一。
  - 原姓石田，六年前父母離異，與母親同住，並跟隨母親的姓氏。
  - 因為外公是法國人，有著藍眼和黃髮。
  - 是籃球隊的隊員，並且是得分能手。
  - 三年後的阿岳長高了不少，而經過之前的冒險後，性格也有了明顯轉變，性格溫和，富正義感，很受朋友歡迎。
  - 變得獨立，不再需要哥哥大和保護。在13話時曾為了小光還在依賴哥哥太一的保護的心態而說了重話。可見阿岳在這三年內已成長了很多。
  - 因為在三年前的冒險中，天使獸曾因保護大家及抵擋惡魔獸而犧牲，而對黑暗勢力很氣憤，也會因此而失去理智，有時甚至判若兩人。在第19話暴龙改造者合成基米拉獸時，因為對於黑暗勢力十分氣憤的關係而去找他決鬥。
  - 和太一、阿空、光子郎、美美、伊織等人的關係友好。
  - 三年前一起冒險的經歷和小光的感情很好，常被小光看練習打籃球。
  - 經常和小光一起捉弄大輔，讓大輔也因此非常吃醋、所以大輔經常嫉妒他，單方面被大輔視他為情敵，看出大辅喜欢小光。初期經常因小事和大輔吵起來、後期漸漸成為好友。兩人就似當年的太一与大和一樣。
  - 在第13話，因只有自己看見了差點在教室中差點消失的小光，因此覺得自己有保護小光的責任。在小光有危險時會非常擔心。
  - 在第34話夢見了天使獸於3年前與惡魔獸同歸於盡的情形，可見阿岳對於這件事仍然無法釋懷。
  - 名字在第二季時才出現漢字「岳」，台视和東和興的版本於阿岳自我介紹時配音「我的名字叫高石猛，小名阿武」，字幕和黑板上的「岳」同時出現。
  - 一直渴望與家人可以齊齊整整地共聚天倫。在與贝利亚吸血魔獸對決的時候，看見的即是全家人聚在一起吃飯的溫暖情景。這點也可從第一代的冒險中看出來。
  - 長大後成為一名優秀的小說家，記錄在數碼世界時冒險的事情。所以本作及前作的旁白均是岳自己。
  - 在數碼寶貝大冒險tri.作为主角再次登场，在中學時代很受女同學歡迎。
  - 在數碼寶貝 LAST EVOLUTION 絆、數碼寶貝02 THE BEGINNING 作为主角再次登场。在文学部上学，虽然对将来很模糊，但在学校开始学习英语、法语，并加入儿童文学社团。也参加了数码兽的相关活动。

- 八神光[9]（台譯為八神嘉兒）（八神ヒカリ，YAGAMI HIKARI，美版為KARI）（配音員：日本→小學：荒木香惠、中學、大学：M·A·O；台灣→楊凱凱；香港→林元春）
  - 前作和本作品女主角之一。
  - 御台場小學五年級學生，11岁，與阿岳、大輔是同班同學。
  - 搭档是迪路獸，徽章是光明，持有粉紅色的D-3暴龍機，同為三年前數碼世界冒險的經歷者之一。
  - 性格溫柔善良，堅強體貼，而在同齡的孩子中很受歡迎。
  - 興趣是攝影，也是啦啦隊的隊員。
  - 和小京、美美、光子郎等人的關係友好。
  - 和哥哥太一有着十分深厚的感情，甚至自己曾亲口说最喜欢哥哥。
  - 三年前一起冒險的經歷和阿岳的感情很好，常去看阿岳練習打籃球。
  - 經常和阿岳一起捉弄大輔、讓大輔也因此非常吃醋和嫉妒。
  - 和大輔是两年以上同班同学兼好友、初期覺得大輔對阿岳有偏見的問題很煩惱、經常讓她納悶、後期和其他人被大輔的熱情所感染。開始慢慢對變得成熟的大輔有所改觀，知道大輔喜欢她，有时利用让他表现。然而，她認為大輔是一个很有价值的好友。本季廣播劇夏日之扉來看，自己被大輔请去海滩遊玩，但她直接拒絕了大輔。
  - 雖然已經小學五年級，但有很多事情仍需要倚靠哥哥太一來幫助他處理，前期性格顯得較為軟弱（第13話，被黑暗包圍時，她希望來救自己的人是哥哥太一，其次是迪路獸和阿岳。），後期因為小京的鼓勵，終於對黑暗之海不再畏懼。
  - 長大後成了一名幼稚園老師。
  - 在數碼寶貝大冒險tri.作为主角再次登场，在中學時代在哥哥太一所在的足球部裏非常受歡迎。
  - 在數碼寶貝 LAST EVOLUTION 絆、數碼寶貝02 THE BEGINNING 作为主角再次登场。在专攻幼教的女子专科大学上学。由于太一开始独自生活，兄妹间有了距离感，但由于数码兽的相关活动还是经常见面。

- 一乘寺賢[10]（ICHIJŌJI KEN）（配音員：日本→小学：朴璐美、大学：朗斯貝里·亞瑟；台灣→于正昇、楊凱凱（幼年）／劉明勳（第6部）；香港→林丹鳳（電視、電影版本及第6部）／程文意（VCD版本））
  - 本作品男主角之一。[11]
  - 田町小學五年級學生，11岁。
  - 搭档是蟲蟲獸，徽章是温柔，持有黑色的D-3暴龍機。
  - 在他哥哥離世及受到黑暗種子控制後，出現解離症的病徵，並分裂出暴龙改造者的人格，後進入數碼世界的黑暗之海，把数码器染黑並升級成D-3暴龍機，也因為黑暗種子的作用成為天才少年，而哥哥的死只是一場意外，但他卻覺得那是自己的錯，是出於自己曾說出的一句：「要是沒有哥哥就好了！」，進而把自己封閉於數碼世界，藉此逃避現實，不能自拔，然而，在次人格暴龙改造者行動的時候，主人格一乘寺賢則會進入沈睡的狀態。
  - 小時候動過哥哥的數碼佩章（可能是兄弟共有的）進入數碼世界。
  - 和秋山遼是好友，也是遊戲『雙人訓練師』（或譯"雙人馴獸師"）的主角之一。
  - 精通八國語言，就算恢復原本主人格後，在語言方面也是超乎同齡人的優秀；八國語言中，目前已確認會說流利的日语、英语、西语。
  - 外貌及人氣都不輸給大和，曾在到墨西哥時被當地被選召的女生給瘋狂迷戀甚至倒追，讓小賢苦惱了好一陣子；有著自己的一群粉絲，但對於粉絲們的瘋狂追求不太擅長應對，在廣播劇中被粉絲們包圍時，小賢曾坦言那讓他感到非常棘手與頭疼。
  - 和第二代其他被選召的孩子們不同，小賢並非是吸血魔獸事件的受害者；但根據回憶，可推測小賢一開始是比太一它們略晚一些成為被選召的孩子們（約劇場版《我們的戰爭遊戲》的時間點）；曾跟秋山遼一起冒險並打敗千年獸，對於太一跟亞古獸代替自己被困在空間夾縫的事情非常自責；後來也為了保護太一及遼，而替他們承受了千年獸的襲擊，被強迫植入黑暗種子，這也是後來導致他分裂出黑暗人格的原因之一。（官方設定上沒有說明小賢當時有沒有跟太一說話或一起戰鬥，但有小賢去探望被困在空間夾縫中的太一與亞古獸的情景。）
  - 在前半段結束的時候，瞭解到数码兽並不是單純的遊戲，而是活生生的事實，痛苦之際，他的主人格甦醒過來，次人格暴龙改造者被徹底消滅，也因為自己間接害死了蟲蟲獸的事而後悔不已，因而將自己鎖在家中，及後在蟲蟲獸復活重生之後決定幫助被选召的孩子们，成為中堅的戰鬥力量。
  - 曾因後悔成為暴龙改造者而有了"為了不再看到數碼世界受傷害，自己怎麼樣都無所謂的心態。＂後來被大輔給點醒，並了解到只有活下去才能贖罪，且不能再讓父母因為自己的事而難過了。
  - 後段劇情中，小賢體內的黑暗種子被取出並移植進許多對現實不滿並嚮往成為天才的孩子們的體內。小賢對於此事十分自責，並跟著伙伴們努力的勸說孩子們別再依賴那種力量。此時小賢明白地說出現在的自己比被稱為天才時的自己要來的快樂多了。
  - 和大輔等人的關係友好。
  - 個性冷靜，典型的頭腦派，但因前期黑暗力量的影響，令他後來比一般被選召的孩子們更容易對黑暗力量敏感，遇到黑暗力量時也會失去冷靜、方寸大亂。
  - 長大後與小京結婚，並成為一名警察。
  - 在数码宝贝合体战争第78话再次登場
  - 在數碼寶貝大冒險tri.中，他和大輔、京和伊織被不明來歷的敵人打敗，並在數碼世界中失蹤、在tri.第2章當中疑似被人黑化為暴龙改造者再次登場。不过第三章当中证明暴龙改造者其实是黑玄内伪装的。而真正的他则仍然在数码世界中失踪。
  - 在數碼寶貝 LAST EVOLUTION 絆、數碼寶貝02 THE BEGINNING 作为主角再次登场，学习心理学的大学生。正义感强于他人，对平时的数码兽活动也会积极参加。还经常陪伴大辅的拉面之旅。

### 主角群搭档数码宝贝
- V仔獸[12]（V-mon）（配音員：日本→野田順子，台灣→詹雅菁，香港→沈小蘭）
  - 本作品數碼獸男主角之一。
  - 本宮大輔的搭檔，疫苗種小龍型。
  - 与虫虫兽合步進化：芝高獸→豆丁獸→V仔獸→V仔獸EX（又譯XV獸）→機甲龍獸（與飛蟲獸合步进化[注 2]）→帝皇龍甲獸[13]→帝皇龍甲獸（戰鬥形态）→帝皇龍甲獸（聖騎士形态）（於劇場版登場）[14]
  - 後期得到青龍獸的力量而维持成长期形態和蟲蟲獸能夠合步進化成究極體帝皇龍甲獸。根據玄内所說，人類只要騎著帝皇龍甲獸，環游世界的時間只需30分鐘。
  - 裝甲進化形態：

【燃燒的勇氣】烈焰（龍）獸 - 由勇氣徽章的裝甲進化而成的裝甲體數碼獸，為火系的龍人型自由種裝甲體數碼獸。（绝招：火焰飞弹、烈焰拳）
1. （火焰飞弹：全身燃起火焰，向敌人突击之技）
2. （烈焰拳：燃上火焰的拳攻击之技）

【堅固的友情】雷龍獸 - 由友情徽章的裝甲進化而成的裝甲體數碼獸，為雷系的獸型自由種裝甲體數碼獸。（绝招：藍色轟雷、閃電角斬、雷电伏特）
1. （蓝色轰雷：使用背中的三个聚雷装置吸收雷电，一次发出之技）
2. （闪电角斩：从头顶刀刃处放出雷击之技）
3. （雷电伏特：从口中发出迅雷闪电之技）

【奇蹟的光芒】金甲龍獸 - 由奇蹟徽章的裝甲進化而成的裝甲體數碼獸，為鋼系的聖騎士型疫苗種裝甲體數碼獸。（绝招：極限能量波、等離子射擊、金甲龙之拳、金甲龙飞踢）
1. （极限能量波：将数码装甲的力量引至极限，从全身放射能量波的绝技）
2. （等离子射击：发射球状等离子弹的技能）
3. （金甲龙之拳：强劲的拳击）
4. （金甲龙飞踢：强劲的踢腿）

- 麻鷹獸（ホークモン，Hawkmon）（配音員：日本→遠近孝一，台灣→魏伯勤，香港→雷霆／梁偉德（代配））
  - 本作品數碼獸男主角之一。
  - 井上京的搭檔，數據種鳥型。
  - 進化形態：震震獸→鈍鈍獸→麻鷹獸→亞古拉獸→人面戰鷹獸（與迪路獸合步進化）→女武神獸（遊戲版本）
  - 後期得到青龍獸的力量而维持成长期形態。
  - 裝甲進化形態：

【拍動的愛心之翼】鐵鷹獸 - 由愛情徽章的裝甲進化而成的裝甲體數碼獸，為風系的獸型自由種裝甲體數碼獸。（绝招：马克冲击波、暴風之翼、赤紅太陽、電眼衝擊）
1. （马克冲击波：音速向敌人突进的技能）
2. （暴风之翼：用身体旋转引起巨大的龙卷风）
3. （赤红太阳：从眼睛里放出光线之技）
4. （电眼冲击：用非凡的眼光发出魔术控制敌人之技）

【泉湧般的純真】忍者獸 - 由純真徽章的裝甲進化而成的裝甲體數碼獸，為木系的突變型自由種裝甲體數碼獸。（绝招：草薙、紅葉散落、树叶隐身术、蹦极）
1. （草薙：用背后背负的巨大手里剑在上空投向敌人）
2. （红叶散落：双手双脚刀刃旋转切裂的技能）
3. （树叶隐身术：造成叶片旋涡，瞬间消失的技能）
4. （蹦极：把脚挂在地上，跳高的技能）

- 穿山獸（アルマジモン，Armadimon）（配音員：日本→浦和惠，台灣→于正昇，香港：黃鳳英）
  - 本作品數碼獸男主角之一。
  - 火田伊織的搭檔，自由種哺乳類型。
  - 操著一口名古屋腔，總是以作為語尾。
  - 進化形態：粒粒獸→奧柏獸→穿山獸→戰甲獸→古神獸（與天使獸合步進化）→斬擊天使獸（於数码宝贝合体战争登場）/維京獸（遊戲版本）
  - 後期得到青龍獸的力量而维持成长期形態。
  - 裝甲進化形態：

【鋼鐵般的睿智】鋼鑽獸 - 由知識徽章進化而成的裝甲體數碼獸，為土系的昆蟲型自由種裝甲體數碼獸。（招數：金鑽衝擊、大爆震）
1. （金钻冲击：将手中与头上的金钻射向敌人之技）
2. （大爆震：用手中的金钻将地块击裂封锁敌人之技）

【永不止息的誠實】潛鯊獸 - 由誠實徽章的裝甲進化而成的裝甲體數碼獸，為水系的水棲型自由種裝甲體數碼獸。（招數：高壓氧氣、潛行攻擊）
1. （高压氧气：超高压度的氧气发射之技）
2. （潜行攻击：用鼻尖向对手突进的技能）

- 巴達獸（パタモン，Patamon）（配音員：日本→松本美和，台灣→楊凱凱，香港→雷碧娜）
  - 本作品數碼獸男主角之一。
  - 阿岳的搭檔，數據種哺乳類型。
  - 進化形態：
    - 巴達獸獨立進化：浮游獸→迪哥獸→巴達獸→天使獸→神聖天使獸→究極天使獸（於劇場版登場）／神龍獸（於数码宝贝大冒险：登場）
    - 與穿山獸合步進化：迪哥獸→巴達獸→天使獸→古神獸（與戰甲獸合步進化）→斬擊天使獸（於数码宝贝合体战争登場）/維京獸（遊戲版本）

  - 後期得到青龍獸的力量而能夠進化成完全體。
  - 裝甲進化形態：

【飛翔的希望】天馬獸 - 由希望装甲進化而成的裝甲體數碼獸，為光系的聖獸型自由種裝甲體數碼獸。名字源自希臘神話中的奇獸珀伽索斯。（绝招：银色光芒、流星光线、神圣针雨、天使合击）
1. （银色光芒：从额头射出神圣光线的技能）
2. （流星光线：将翅膀向内侧，形成宇宙空间，并让流星倾注的技能）
3. （神圣针雨：从头边的金发射出细细针雨的技能）
4. （天使合击：與尼菲迪獸的合體技，產生光之鎖鍊，用來捕捉敵人）

- 迪路獸（テイルモン，Tailmon）（配音員：日本→德光由香，台灣→魏晶琦，香港→梁少霞／陸惠玲（代配））
  - 本作品數碼獸女主角之一。
  - 小光的搭檔，疫苗種聖獸型。
  - 進化形態：
    - 迪路獸獨立進化：雪球獸→喵喵獸→小狗獸→迪路獸→天女獸→聖龍獸（於劇場版登場）／神聖天女獸（遊戲版本）
    - 與麻鷹獸合步進化：喵喵獸→小狗獸→迪路獸→人面戰鷹獸（與亞古拉獸合步進化）→女武神獸（遊戲版本）

  - 後期得到青龍獸的力量而能夠進化成完全體。
  - 裝甲進化形態：

【光明的微笑】尼菲迪獸 - 由光明徽章進化而成的裝甲體數碼獸，為光系的聖獸型自由種裝甲體數碼獸。名字源自最有名的古埃及皇后娜芙蒂蒂。（绝招：女皇之光、羅塞塔之石、尼羅寶光、天使合擊）
1. （女皇之光：从额头的宝石放射出高热光线的技能）
2. （罗塞塔之石：发射异次元雕刻着数码文字，古代传唤碑文之巨石的技能）
3. （尼罗宝光：放射双腿宝石的技能）
4. （天使合击：与天马兽连合的技能。从各自的脚环放射出能源，封住对方的行动）

- 蟲蟲獸[15]（Wormmon）（配音員：日本→高橋直純，台灣→魏晶琦、（飛蟲獸以後）魏伯勤，香港→黃麗芳／蔡惠萍（代配）、劉昭文（VCD））
  - 本作品數碼獸男主角之一。
  - 小賢的搭檔，病毒種幼蟲型。
  - 與V仔獸合步進化：綠葉獸→幼蟲獸→蟲蟲獸→飛蟲獸→機甲龍獸（與V仔獸EX（又譯XV獸）合步進化）→帝皇龍甲獸→帝皇龍甲獸（戰鬥形态）→帝皇龍甲獸（聖騎士形态）（於劇場版登場）[16]
  - 後期得到青龍獸的力量而维持成长期形态和V仔獸能夠合步進化成究極體帝皇龍甲獸。根據玄内所說，人類只要騎著帝皇龍甲獸，環游世界的時間只需30分鐘。
  - 裝甲進化形態：

【夜晚般的温柔】爱精灵兽 - 由温柔装甲進化而成的裝甲體數碼獸，為妖精型自由種裝甲體數碼獸。于数码宝贝大冒险02 广播剧CD 未知的装甲进化和数码宝贝大冒险-BEYOND-PV中登场。（绝招：爱心光线、爱与火焰）

#### 装甲体·装甲进化
| 数码兽 | 数码精神   | 数码精神 | 数码精神 | 数码精神 | 数码精神   | 数码精神 | 数码精神 | 数码精神 | 数码精神 | 数码精神       | 数码精神  |
| 数码兽 | 勇气       | 友情     | 纯真     | 知识     | 爱情       | 诚实     | 希望     | 光明     | 奇迹     | 温柔           | 命运      |
| ------ | ---------- | -------- | -------- | -------- | ---------- | -------- | -------- | -------- | -------- | -------------- | --------- |
| V仔兽  | 烈焰龙兽   | 闪电龙兽 | 夜叉兽   | 蜜蜂兽   | 赛特兽     | 深海兽   | 射手兽   | 石像鬼兽 | 玛格纳兽 | 袋鼠兽         | 黄金V龙兽 |
| 麻鹰兽 | 异龙兽     | 溜冰兽   | 手里剑兽 | 飞蜂兽   | 荷鲁斯兽   | 虎鲸兽   | 驼鹿兽   | 哈比兽   | 孔雀兽   | 大嘴鸟兽       | Ｎ／Ａ    |
| 犰狳兽 | 野猪兽     | 塞皮克兽 | 树蛙兽   | 挖掘兽   | 无齿翼龙兽 | 潜艇兽   | 绵羊兽   | 海马兽   | 大象兽   | 变色龙兽       | Ｎ／Ａ    |
| 巴达兽 | 巴罗兽     | 剑龙兽   | 雨披兽   | 飞蛾兽   | 蝙蝠兽     | 蝠鲼兽   | 天马兽   | 翻车鱼兽 | 犀牛兽   | 土拨鼠兽       | Ｎ／Ａ    |
| 迪路兽 | 猞猁兽     | 兔仔兽   | 歌舞伎兽 | 蝴蝶兽   | 天鹅兽     | 海王龙兽 | 山羊兽   | 纳芙蒂兽 | 铠龙兽   | 负鼠兽         | Ｎ／Ａ    |
| 蠕虫兽 | 阴影龙兽   | 刺鼹鼠兽 | 稻草人兽 | 搜索兽   | 猫头鹰兽   | 古海龟兽 | 公牛兽   | 羽蛇兽   | 金刚杵兽 | 爱精灵兽       | Ｎ／Ａ    |
| 蠕虫兽 | 阴影龙兽   | 刺鼹鼠兽 | 稻草人兽 | 搜索兽   | 猫头鹰兽   | 古海龟兽 | 公牛兽   | 羽蛇兽   | 金刚杵兽 | 爱精灵兽（绿） | Ｎ／Ａ    |
| 梗犬兽 | Ｎ／Ａ     | Ｎ／Ａ   | Ｎ／Ａ   | Ｎ／Ａ   | Ｎ／Ａ     | Ｎ／Ａ   | Ｎ／Ａ   | Ｎ／Ａ   | Ｎ／Ａ   | Ｎ／Ａ         | 疾速兽    |
| Ｎ／Ａ | 烈焰巫师兽 | 雷鸟兽   | Ｎ／Ａ   | Ｎ／Ａ   | Ｎ／Ａ     | Ｎ／Ａ   | Ｎ／Ａ   | Ｎ／Ａ   | Ｎ／Ａ   | Ｎ／Ａ         | Ｎ／Ａ    |
| Ｎ／Ａ | 沙罗曼蛇兽 | 建机兽   | Ｎ／Ａ   | Ｎ／Ａ   | Ｎ／Ａ     | Ｎ／Ａ   | Ｎ／Ａ   | Ｎ／Ａ   | Ｎ／Ａ   | Ｎ／Ａ         | Ｎ／Ａ    |

### 前作被選召的孩子們
- 八神太一（やがみ たいち，YAGAMI TAICHI）（配音員：日本→小学和初中：藤田淑子[17]、高中、大学：花江夏樹，台灣→魏晶琦，香港→黃鳳英[18]）
  - 前作之男主角、本作品男配角之一。
  - 搭档是亞古獸，紋章是橙色的勇氣，同為三年前數碼世界冒險的經驗者之一。
  - 御台場中學二年級學生，1988年出生，14岁。
  - 八神光的哥哥、和妹妹小光有着十分深厚的感情，在仍然三年前一樣照顧小光，使小光對自己產生過份依賴。
  - 是阿空的青梅竹马。在本季的聖誕節第一个知道阿空喜歡大和的人，并祝福和支持他們的戀情。
  - 与大和的關係為彼此信任最好的夥伴，和光子郎、美美、阿岳、大輔等人的關係友好。很害怕大輔的姐姐純。
  - 三年前是小學足球部隊長、在本季是中學足球部的成員、和大輔一樣是足球部的成員，經常以前辈的身份教導大輔踢足球、意味着認定大輔一行人是拯救數碼世界新的被选召的孩子们。
  - 長大後成了一名外交官。
  - 在數碼寶貝大冒險tri.作为主角再次登场，在高中時代是高中足球部的成員，每一天都努力地投入練習，為了將來的前途而苦惱。由於害怕會造成破壞甚至殺人，因此在戰鬥中猶豫不決，此舉大和十分生氣。
  - 在數碼寶貝 LAST EVOLUTION 絆 作为主角再次登场。政治经济学部四年级生。以升入大学为契机决定独立生活，目前一个人住。无论学习还是打工都乐观地专心应付，但实际上将来怎么办还没有决定。即使现在仍有因数码兽而困扰的人，也会积极去帮助他们。

- 石田大和（いしだ やまと，ISHIDA YAMATO）（配音員：日本→小学和初中：風間勇刀、高中、大学：細谷佳正，台灣→魏伯勤，香港→陳卓智）
  - 前作之男主角、本作品男配角之一。
  - 搭档是加布獸，紋章是藍色的友情，同為三年前數碼世界冒險的經驗者之一。
  - 御台場中學二年級學生，14岁。和小京的姐姐千鶴是同班同學。
  - 七年前父母離異時跟隨父親。由於外公是法國人，有着藍眼和黃髮。
  - 其后也组织过自己的乐队為Teen-age Wolves（tri.作品中有提及已經解散）。
  - 高石岳的哥哥、自知道阿岳有獨立能力後，便不再像從前一樣過份保護他，於第十七話，阿岳到了大和家，大和為阿岳做了特製的咖哩飯，乘機作弄阿岳。其父也中招。
  - 和太一的關係為彼此信任最好的夥伴，光子郎、美美、小光、大輔等人的關係友好。
  - 被大輔的姐姐本宮純崇拜，因为大和多次而刚巧又有错误在她手上，令大和没有办法脱身，每次事件之后，大和都会对大辅大发雷霆、其實很害怕大輔的姐姐純。
  - 很受女生歡迎。
  - 喜歡阿空、在本季聖誕節中接受阿空的愛意後成為阿空的男朋友，在廣播劇未知的裝甲進化中已经表示自己爱着空，还当场在众人的眼前向空说我爱你。
  - 長大後成了一名宇航员，和阿空结婚育有一子一女。
  - 在數碼寶貝大冒險tri.作为主角再次登场，在高中時代繼續他的樂隊活動，不過目前樂隊為Knife of Day。跟中學時代一樣，在樂隊中擔任貝斯和主唱。對新聞中把加布獸他們也當成惡徒的報道感到很憤慨，與承認這些部分屬實的太一再次產生分歧。
  - 在數碼寶貝 LAST EVOLUTION 絆 作为主角再次登场。理工学部四年级生。暂停了乐队活动，在兴趣的范围内享受着音乐，现在的爱好是摩托车。为了好好给自己找到时间和学习，决定读研。

- 武之内空 （台譯為武之内素娜）（たけのうち そら，TAKENOUCHI SORA）（配音員：日本→小学和初中：水谷優子[19]、高中、大学：三森鈴子，台灣→楊凱凱，香港→鄭麗麗）
  - 前作之女主角、本作品女配角之一。
  - 搭档是比丘獸，紋章是紅色的愛心，同為三年前數碼世界冒險的經驗者之一。
  - 御台場中學二年級學生，14岁。
  - 其父親和阿丈的二哥在本作一起登場。
  - 是太一的青梅竹马。和美美、光子郎、阿岳、小光、小京等人的關係友好。
  - 三年前是足球部的隊員、在本季是中學网球部成員。
  - 喜歡大和、在本季聖誕節中把聖誕禮物送给大和兼表白愛意後成為大和的女朋友，在廣播劇未知的裝甲進化中把情人节巧克力送给大和。
  - 長大後成了一名和服设计师，与大和结婚育有一子一女。
  - 在數碼寶貝大冒險tri.作为主角再次登场，在高中時代總是起著協調團結的作用，在時常爭吵的太一与大和之間充當調解的角色，如同姐姐般的存在。
  - 在數碼寶貝 LAST EVOLUTION 絆 作为主角再次登场。女子大四年级生。不找工作，决定跟花道世家的母亲走同一条路。社交性格没变，也会教外国人，交友圈很广，但是觉得要珍惜过普通人的日常生活，不怎么与大家见面。

- 泉光子郎（いずみ こうしろう，IZUMI KOUSHIRO）（配音員：日本→小学和初中：天神有海、高中、大学：田村睦心、成人：櫻井孝宏，台灣→王瑞芹、魏伯勤（成人），香港→區瑞華）
  - 前作之男主角、本作品男配角之一。
  - 搭档是甲蟲獸，紋章是紫色的知識，同為三年前數碼世界冒險的經驗者之一。
  - 御台場中學一年級學生，13岁。
  - 和太一、大和、阿空、阿丈、阿岳、小光、伊織等人的關係友好。很害怕大輔的姐姐純。
  - 三年前是足球部的隊員、在本季是中學部的電腦部部長、和小京一樣是電腦部成員。
  - 總背着一台仿APPLE的筆記型電腦到處跑。
  - 長大後成了一名數碼世界研究者。
  - 在數碼寶貝大冒險tri.作为主角再次登场，与美美再次成为同班同學。在高中時代開始在為美國好友的工作室幫忙，身為高中生的他就獲得了高薪收入，在高層辦公大樓構建了一個屬於自己的高級資訊設備的辦公室，研發出不少跟數碼世界相關的科技產物。
  - 在數碼寶貝 LAST EVOLUTION 絆 作为主角再次登场。上大学的同时自己在经营公司，通过这些资金，担负起数码世界与人类世界纽带的职责，会帮助因为数码兽而困扰的人。牵头全世界「被选召的孩子们」的交流活动。

- 太刀川美美（たちかわ ミミ，TACHIKAWA MIMI）（配音員：日本→小学和初中：前田愛、高中、大学：吉田仁美，台灣→王瑞芹，香港→沈小蘭）
  - 前作之女主角、本作品女配角之一。
  - 搭档是巴魯獸，紋章是綠色的純真，同為三年前數碼世界冒險的經驗者之一。
  - 中學一年級學生，13岁，在一年前因父親工作的關係而一起跟隨在美國紐約生活。
  - 和美國被選召的孩子們之一的米高是在美國認識的好友兼關係不錯。
  - 和阿空、太一、大和、阿丈、阿岳、小光、小京等人的關係友好。
  - 在此期间回日本探望太一等人。
  - 長大後成了一名糕點廚師。
  - 在數碼寶貝大冒險tri.作为主角再次登场，在高中時代因父親工作的關係而回國生活，轉校至月島綜合高中，与光子郎再次成为同班同學。喜歡唱歌而且水平很高，在美國的生活可能也磨練了自己積極、行動迅速的一面。
  - 在數碼寶貝 LAST EVOLUTION 絆 作为主角再次登场。将自己认为「很可爱」的物品进行网络贩售。已经不限于日本，已经是个在全世界奔波的商业女孩。每天忙于原创商品的开发等，因此不怎么与大家见面但会很认真地联络。

- 城户丈（きど じょう，KITO JOE）（配音員：日本→小学和初中：菊池正美、高中、大学：池田純矢，台灣→于正昇，香港→馮錦堂）
  - 前作之男主角、本作品男配角之一。
  - 搭档是哥瑪獸，紋章是灰色的誠實，同為三年前數碼世界冒險的經驗者之一。
  - 中學三年級學生，15岁。
  - 有兩個哥哥，大哥城戶進，二哥城戶修（二哥在本季登場）。
  - 和美美、光子郎、伊織的關係最好。
  - 由於是這十二個孩子中年齡最大的，也因此認為自己應該負擔起保護其他人的責任人。
  - 長大後成了一名醫生。
  - 在數碼寶貝大冒險tri.作为主角再次登场，在高中時代在一家補習學校上學，以大學醫學部為目標，度過著埋頭學習的每一天，不過由於成績不如意而開始煩惱起來。已經有了女朋友，但美美、光子郎他們沒有相信。
  - 在數碼寶貝 LAST EVOLUTION 絆 作为主角再次登场。医大五年级学生。虽然医疗实习经验还不丰富，但当医生的热情非比寻常。平时几乎不与大家见面，每天都在拼命学习中。

### 前作搭档数码宝贝
- 亞古獸（アグモン，Agumon）（配音員：日本→坂本千夏，台灣→詹雅菁，香港→陸惠玲）
  - 八神太一的搭檔，疫苗種爬蟲型。
  - 先後被暴龙改造者強行套上黑暗環和黑暗螺旋環，強制黑暗進化成喪屍暴龍獸和黑暗機械暴龍獸，之後成功被雷龍獸解放。
  - 後期得到青龍獸的力量而能夠進化成完全體與究極體，並與黑暗戰鬥暴龍獸戰鬥，成功打敗了牠。

- 加布獸（ガブモン，Gabumon）（配音員：日本→山口真弓，台灣→魏晶琦，香港→林丹鳳）
  - 石田大和的搭檔，數據種爬蟲型。
  - 後期得到青龍獸的力量而能夠進化成完全體與究極體。

- 比丘獸（ピヨモン，Piyomon）（配音員：日本→重松花鳥，台灣→王瑞芹，香港→林元春）
  - 武之内空的搭檔，疫苗種雛鳥型。
  - 後期得到青龍獸的力量而能夠進化成完全體。

- 甲蟲獸（テントモン，Tentomon）（配音員：日本→櫻井孝宏[20][21]，台灣→魏伯勤，香港→林保全）
  - 泉光子郎的搭檔，疫苗種昆蟲型。光子郎的養父母稱他為「甲蟲先生」。
  - 操著一口關西腔。
  - 負責一些勘探的任務。
  - 後期得到青龍獸的力量而能夠進化成完全體。

- 巴魯獸（パルモン，Palmon）（配音員：日本→溝脇しほみ，台灣→楊凱凱，香港→蔡惠萍）
  - 大刀川美美的搭檔，數據種植物型。
  - 後期得到青龍獸的力量而能夠進化成完全體。

- 哥瑪獸（ゴマモン，Gomamon）（配音員：日本→竹內順子，台灣→于正昇，香港→鄺樹培）
  - 城戶丈的搭檔，疫苗種海獸型。
  - 後期得到青龍獸的力量而能夠進化成完全體。

### 敵人
- 暴龙改造者（グレイメラ，Digimon Emperor）（配音員：日本→朴璐美，香港→林丹鳳，台灣→于正昇）
  - 真身是一乘寺賢，因為黑暗種子的影響下分裂出暴龙改造者的人格。

- 基米拉獸[22]（Kimeramon）（配音員：香港→陳欣）
  - 完全體。由暴龙改造者一乘寺贤結合幾隻数码兽的數據而成。
  - 於第21话被金甲龍獸消滅。
  - 招數：超強熱力射线

- 龍蝦獸（キメラモン，Ebidramon）
  - 成熟期。
  - 於第5话被鋼鑽獸击败。
  - 招數：海龍雙皇鉗

- 三頭龍獸（デルタモン，Deltamon）
  - 成熟期。
  - 於第8话被烈焰獸击败。
  - 招數：三頭龍閃光炮

- 機械暴龍獸（病毒种）（ブラックメタルグレイモン，Blackmetalgreymon）
  - 完全體。
  - 於第11话被雷龍獸击败。
  - 招數：究極破壞砲，勁力三叉爪

- 飛龍獸（エアドラモン，Airdramon）
  - 成熟期。
  - 於第13话被天馬獸击败。

- 猩猩獸（ゴリモン，Gorillamon）
  - 成熟期。
  - 於第14话被海龍獸击败。
  - 招數：超力攻擊

- 伊賀獸（エアドラモン，Ninjamon）（配音員：日本→矢尾一樹，台灣→于正昇，香港→黃子敬）
  - 成熟期。
  - 於第15话被忍者獸击败。
  - 招數：伊賀飛鏢

- 蟑螂獸（ゴキモン，Roachmon）
  - 成熟期。
  - 於第6话被鐵鷹獸击败，於第28话被VX獸消滅。
  - 招數：夢幻塵土

- 亞基利獸（アルケニモン，Arukenimon）（配音員：日本→山崎和佳奈，香港→鄭麗麗，台灣→魏晶琦）
  - 外號：恐怖女皇
  - 完全體。由及川的遺傳因子數據化而成，擁有人類和数码兽兩種形態。
  - 其頭髮插入黑暗之塔會生出由黑暗之塔而成的数码兽。把100個黑暗之塔製造出黑戰鬥暴龍獸，卻無法控制牠。
  - 於第48话被贝利亚吸血魔獸消滅。
  - 招數：毒蛛索命絲、毒酸噴霧

- 木乃伊獸（マミーモン，Mummymon）（配音員：日本→森川智之，香港→陳卓智，台灣→于正昇）
  - 完全體。由及川的遺傳因子數據化而成，擁有人類和数码兽兩種形態。
  - 喜歡亞基利獸。
  - 於第48话被贝利亚吸血魔獸消滅。
  - 招數：惡蛇繃帶

- 高力獸（ゴーレモン，Golemon）
  - 亞基利獸的手下，亞基利獸利用自身的頭髮插入黑暗之塔而生成的数码兽，成熟期。
  - 於第25话被亞古拉獸與飛蟲獸消滅。
  - 招數：曲線追擊

- 大古加獸（オオクワモン，Okuwamon）
  - 亞基利獸的手下，亞基利獸利用自身的頭髮插入黑暗之塔而生成的数码兽，完全體。
  - 於第27话被機甲龍獸消滅。
  - 招數：亞米加剪刀臂

- 牛人獸（ミノタルモン，Minotarumon）
  - 亞基利獸的手下，亞基利獸利用自身的頭髮插入黑暗之塔而生成的数码兽，成熟期。
  - 於第26话被天馬獸與尼菲尼獸消滅。
  - 招數：黑暗大地震

- 古尼獸（クネモン，Kunemon）
  - 亞基利獸的手下，成長期。
  - 於第28话被潛鯊獸消滅。
  - 招數：閃光電擊

- 暴羅剎獸（ブロッサモン，Blossomon）
  - 亞基利獸的手下，亞基利獸利用自身的頭髮插入黑暗之塔而生成的数码兽，成熟期。
  - 於第31话被人面戰鷹獸消滅。
  - 招數：迴旋飛花

- 武士獸（ムシャモン，Musyamon）
  - 亞基利獸的手下，成熟期。
  - 於第33话被忍者獸击败。
  - 招數：百物斬

- 騎士獸（ナイトモン，Knightmon）
  - 木乃伊獸和亞基利獸的手下，亞基利獸利用自身的頭髮插入黑暗之塔而生成的数码兽，完全體。
  - 於第39话被帝皇龍甲獸击败。
  - 招數：瘋狂之劍

- 黑暗戰鬥暴龍獸（ブラックウォーグレイモン，Blackwargreymon）（配音員：日本→檜山修之，香港→招世亮，台灣→于正昇）
  - 由亞基利獸把100個黑暗之塔製造出來的究極體。
  - 不同於其他黑暗之塔数码兽，擁有心靈。
  - 其實其並非是真正的敵人，只是想找到自己存在的意義而不斷破壞神聖石；後期來到現實世界，想殺死製造自己的及川，並與被選召的孩子們戰鬥，更曾經與戰鬥暴龍獸對戰，被亞古獸、V仔獸、蟲蟲獸所感動；於第47话為伊織的祖父擋下來自及川的謎之影[注 3]的致命攻擊，並於死去前封印了連接數碼世界和光之丘之間的數碼通道。
  - 招數：黑暗蓋亞能量砲、黑暗戰鬥龍捲風

- 千年獸（ミレニアモン，Millenniummon）
  - 究極體。並與被選召的孩子們戰鬥。
  - 於第43话被秋山辽消滅。
  - 招數：終極飛盤核融合

- 究極魔獸（デーモン，Daemon）（配音員：日本→菊池正美，香港→陳欣，台灣→于正昇）
  - 究極體，魔王型，噩夢軍團的領導者。
  - 擁有能自由開啟數碼世界的能力，因此於第45话被小賢的D-3送往黑暗之海。
  - 招數：火焰葬禮

- 喪屍撒旦獸（スカルサタモン，Skullsatamon）（配音員：日本→櫻井孝宏，香港→林保全）
  - 究極魔獸的手下，黑暗噩夢軍團，完全體。
  - 於第43话被帝皇龍甲獸戰士形態消滅。
  - 招數：權杖之爪

- 女惡魔獸（レディーデビモン，Ladydevimon）（配音員：日本→永野愛，香港→劉惠雲，台灣→詹雅菁）
  - 究極魔獸的手下，黑暗噩夢軍團，完全體。
  - 於第44话被人面戰鷹獸消滅。
  - 招數：邪蝙蝠

- 海惡魔獸（マリンデビモン，Marinedevimon）（配音員：日本→檜山修之）
  - 究極魔獸的手下，黑暗噩夢軍團，完全體。
  - 於第44话被古神獸消滅。
  - 招數：罪孽黑毒

- 及川悠紀夫（アルミー，Yukio Oikawa）（配音員：日本→森川智之，香港→馮錦堂，台灣→魏伯勤）
  - 整個事件的幕後黑手，曾經是研究員，與伊織的父親一起發現了數碼世界，但因為他對數碼世界的過份嚮往，和自己不是被選召的孩子們而心生怨恨，企圖在全世界插滿黑暗之塔，以及將黑暗種子植入在孩子们的體內來打開通往數碼世界的通道。及川還利用自己的遺傳因子數據化創造出亞基利獸和木乃伊獸。於第48话因贝利亚吸血魔獸破體而出而虛脫死亡而化身为蝴蝶。

- 贝利亚吸血魔獸[23]（Belial Vamdemon）（配音員：日本→森川智之，香港→馮錦堂，台灣→魏伯勤）
  - 究極體。從及川破體而出，由究極吸血魔獸進化而成。
  - 於第50话被帝皇龍甲獸與帝皇龍甲獸戰士形態消滅。
  - 招數：熔爐血漿、洗腦幻象

### 被選召的孩子們家人
- 八神裕子（配音員：日本→榊原良子〔首部劇場版〕／水谷優子，台灣→王瑞芹，香港→雷碧娜）
  - 太一、小光的母亲。

- 八神進（配音員：日本→石丸博也〔首部劇場版〕／千葉進歩，台灣→于正昇）
  - 太一、小光的父亲。

- 石田裕明（配音員：日本→平田廣明，台灣→魏伯勤，香港→張炳強）
  - 大和、阿岳的父亲。高石奈津子的前夫。
  - 在富士電視台工作。在家則由大和持家，是個很邋遢的人。

- 高石奈津子（配音員：日本→坂本千夏，台灣→楊凱凱，香港→黃麗芳、黃鳳英（代配））
  - 阿岳、大和的母亲。石田裕明的前妻。
  - 是個記者，經常需要外出採訪。
  - 在家則由阿岳持家，是個很整潔的人。

- 武之内淑子（配音員，台灣→魏晶琦：香港→林丹鳳）
  - 阿空的母亲。
  - 花道宗家。

- 武之内春彦（配音員：日本→森川智之，香港→林國雄）
  - 阿空的父亲。
  - 人文学专业的大学教授。阿丈的二哥阿修也是他的学生。
  - 25年后与泉光子郎和城户修一同成为一名數碼世界研究者。

- 泉佳江（配音員：日本→荒木香惠，台灣→詹雅菁，香港→蔡惠萍、林丹鳳（代配））
  - 光子郎的養母。

- 泉政實（配音員：日本→菊池正美，香港→陳欣）
  - 光子郎的養父。

- 一乘寺治（已故）（配音員：日本→朴璐美，台灣→詹雅菁，香港→雷碧娜）
  - 小賢的哥哥。
  - 因為又聽話又聰明，而常常被母親和街坊鄰居誇獎，令小賢嫉恨哥哥，甚至說出「要是沒有哥哥就好了！」，但因為獲得太多人的稱讚，變得自恃聰明和有些蠻橫和驕傲。
  - 曾將電腦中出現的神圣计划私下收藏，發現小賢動過就大發脾氣。
  - 在小賢就讀二年級的時候，因交通事故去世。
  - 與贝利亚吸血魔獸的幻象中，也曾以回憶姿態出現。

- 本宫纯（配音員：日本→村井每早；台灣→楊凱凱，香港→黃麗芳）
  - 比大辅年长六年的姐姐，和小京的姐姐一樣都是高中二年级學生。
  - 和小京的姐姐百惠的关系友好。
  - 比自己年幼六年的弟弟大辅的關係不和，喜欢说的坏话，經常吵架，而抓大辅的把柄。
  - 崇拜石田大和和他的音隊，经常多次乘机和他約會，其后行动便更加激烈，而抓他的把柄、令大和没有办法脱身。知道他和阿空交往的事而正式对大和的追求已经放弃。开始喜欢阿丈的哥哥城户修。
  - 但連太一、大和、光子郎、大輔一樣都是很害怕她。
  - 在廣播劇2003年的春天經提到她的數碼寶貝也出現了，並且在數碼世界旅行。

- 井上百惠（配音員：日本→夏樹莉緒，香港→鄭麗麗）
  - 井上家的長女，比小京年长五年的姐姐，和大辅的姐姐一樣都是高中二年级學生。
  - 和大辅的姐姐纯的关系友好。
  - 妹妹的京一樣都是一名電腦才女。
  - 在廣播劇2003年的春天經提到她的數碼寶貝也出現了，並且在數碼世界旅行。

- 井上千鶴（配音員：日本→夏樹莉緒，香港→劉惠雲）
  - 井上家的次女，比小京年长二年的姐姐，御台場中學二年级學生。
  - 和太一、大和、阿空一樣都是中學二年級的同级生，是大和的同班同學。
  - 纯要求千鶴她調查大和的把柄。
  - 在廣播劇2003年的春天經提到她的數碼寶貝也出現了，並且在數碼世界旅行。

- 井上萬太郎（配音員：日本→高橋直純，香港→雷霆→梁偉德）
  - 井上家的長子，比小京年长七年的哥哥，大學一年級學生。

- 城户修（配音員：日本→菊池正美，香港→蘇強文）
  - 城户家的次子，阿進的二弟，阿丈的二哥。
  - 以前是医学部了，现在是武之内空的父亲在京都下研究助手的大學二年級學生。
  - 他在京都遇到小京跟她告訴在研究京都的事和1999年的台场雾的时候高中田径队的集训的事件，所以没有在台场。在陆上全国大会去拥有那样的实力，在大学，电影制作等也进行兴趣广泛的人。
  - 2002年12月26日幫助大輔等人一起去救賢、被大輔的姐姐喜歡。
  - 在廣播劇2003年的春天經提到他的數碼寶貝也出現了，並且在數碼世界旅行。
  - 25年后与泉光子郎和武之内春彦一同成为一名數碼世界研究者。

- 火田主税（配音員：日本→富田耕生，香港→張炳強）
  - 伊织的祖父。
  - 对人严格，代替自己去世的儿子浩树将伊织抚养长大。另一方面又不符合年龄地幽默和喜欢说黄段子，喜欢吃CHU×2果冻。过去曾禁止相信数码世界存在的浩树与及川交朋友，为此事深感内疚。

- 火田浩树（已故）
  - 伊织的父亲，是个优秀的警官。
  - 三年前在伦敦担任要员护卫工作中殉职。现在在伊织心中也还是最尊敬的人。

- 火田富美子（配音员：日本→光明寺敬子，香港→陸惠玲）
  - 伊织的母亲。
  - 擅长厨艺是牡丹饼和干瓢卷，丧偶后与公公一起抚养伊织。

### 協助者
- 玄內（ゲナイ，Genai）（配音員：日本→八奈見乘兒，台灣→于正昇，香港→林保全）
  - 期望数码世界安定者（恒常性）的代理人。前作為老人姿态出現，本作恢復年輕姿态。

- 秋山遼[注 4]（Akiyama Ryou）
  - WonderSwan游戏“秋山辽V.S.千年兽系列”的主角，曾解救太一等人，也曾和小賢搭档。[注 5]

- 米高（マイケル，Michael[注 6]）（配音員：日本→吉田小南美，香港→黃麗芳，台灣→魏晶琦）
  - 中學一年級學生、搭档是比特獸。
  - 是美國被選召的孩子們之一、和美美、光子郎的年紀相同。
  - 1999年在美國的天空中目擊數碼世界的現象和金剛獸。
  - 他是美美在美國第一個認識的好友，和光子郎、大輔等人的關係友好。
  - 父親Michael Barton Sr.是一位知名的美国好莱坞電影明星。
  - 在數碼寶貝 LAST EVOLUTION 絆、數碼寶貝02 THE BEGINNING 客串登場。

- 青龍獸（チンロンモン，Qinglongmon）（配音員：日本→小杉十郎太，香港→陳欣，台灣→魏伯勤）
  - 聖龍型、數據種、究極體。唯一被解封的四聖獸[注 7]之一（朱雀兽、白虎兽、玄武兽仍未被解封）。[24]
  - 四圣兽均为前代被选召的孩子们的搭档数码兽。幫助太一等人的數碼獸恢复進化完全體的力量。
  - 招數：
    - 蒼雷（Blue Lightning）--天空會有無數雷電電到敵人身上
    - 風絲華電（Wind Electricity）

- 華力斯[25]（ウォレス，Wallace）（配音員：日本→宫原永海，香港→陸惠玲）
  - 剧场版《数码宝贝大冒险02 前篇 数码宝贝飓风登陆!!／后篇 超绝进化!!黄金的数码装甲》主要男角色。
  - 住在美国的少年，小學五年级學生，暂时獲得命运裝甲。
  - 搭档是雙胞胎數碼獸，大耳獸（軟糖獸）和黑大耳獸（巧克力獸）。
  - 快乐的性格非常喜欢多嘴多舌和女孩子！稍微有点自大但对女孩很温柔，怕母亲。以前受到日本女友的影响，日语说得很好。但是其实是碰不到妈妈，平时经常给家里打电话。为了有的目的，带搭档数码兽大耳獸做着旅行，对井上京和八神光特别好，临别时亲吻了她们。
  - 持有数码器，而非D-3。由于在七年前光丘事件以前就有了软糖兽和巧克力兽，他是最早获得搭档数码兽的美国人之一。不过，暗示了他并不是“被选召的孩子们”。获得数码器的时间不明。
  - 在數碼寶貝 LAST EVOLUTION 絆、數碼寶貝02 THE BEGINNING 片尾携大耳獸和黑大耳獸登场。

## 注解
1. ↑  官方汉字为
2. ↑  Jogress（合步）是由Joint（联合）及Progress（进步、发展）构成的合成词，又称「联展」。最初设定上数码兽之间合体，向上进化一个等级的技术称为「合步」，而等级没有变化则称为「合体」。但在液晶玩具数码兽摇摆机中将两种情况均称为「合步」，因此后来得到统一。成熟期以上的数码兽，可以以成熟期＋成熟期、成熟期＋完全体、完全体＋完全体、究极体＋究极体等形式完成合步。不是任何数码兽都能进行合步，数码兽之间还存在相性等因素。其中究极体之间的合步，更是仅限屈指可数的数码兽使用。而最近三体以上数码兽同时合步的技术也出现了。另外，合步后的数码兽不以「合步体」等称呼，以普通的等级名称呼。不过仅限究极体，有时也被称为「合体究极体」。
3. ↑  贝利亚吸血魔獸
4. ↑  WS游戏《数码兽大冒险：阳极驯兽师》《数码兽大冒险：阴极驯兽师》《数码兽大冒险02：组合驯兽师》《数码兽大冒险02：D-1驯兽师》《数码兽驯兽师：勇敢的驯兽师》男一号，TV动画《数码兽驯兽师》和剧场版《数码兽驯兽师 暴走特急》男三号，漫画《数码兽大冒险V驯兽师01》、剧场版《数码兽大冒险 我们的战争游戏！》、TV动画《数码兽大冒险02》《数码兽合体战争 ～穿越时空的少年猎人们～》、剧场版《数码兽大冒险tri. 第6章 我们的未来》客串角色，穿越不同的时空和宿敌千年兽进行宿命的对决。曾解救动画版太一等人、曾和一乘寺贤是朋友搭档、曾和松田启人等人并肩作战、曾和动画前三部主役数码兽搭档、曾和漫画版太一决斗、曾协助过明石激和工藤大器等人。
5. ↑  稱號上是歷代最多的，“第九位被選召的孩子”、“1999年最後的被選召的孩子”、“特異的驯兽师”、“D-1驯兽师”、“勇敢的驯兽师”、“流浪的驯兽师”、“最强的驯兽师”、“傳說中的驯兽师”等。
6. ↑  全名：Michael Barton Jr.
7. ↑  四圣兽（四聖獣，The Four Sovereign）是守护数码世界东西南北四个方位，确保数码世界安定的四位究极体圣兽型数码兽。他们分别是守护北方的操纵水之力的玄武兽、守护东方操纵雷之力的青龙兽、守护南方操纵炎之力的朱雀兽、守护西方操纵钢之力的白虎兽。四圣兽的特征为拥有4只眼和身体外的12个「数码核」。四圣兽是以中国神话天之四灵和日本神话京都四大守护神为原型。